# Biblioteca Chester Beatty
La Biblioteca Chester Beatty va ser fundada a Dublín, (Irlanda) el 1950, allotja les notables col·leccions de l'industrial miner, Alfred Chester Beatty (1875-1968).
La biblioteca actual, al peu del Castell de Dublín, va ser oberta el 7 de febrer del 2000, amb ocasió del 125 aniversari del naixement de Sir Alfred. La Biblioteca va rebre el Premi al Museu Europeu de l'Any el 2002.

## Col·leccions
Les col·leccions de la biblioteca es divideixen en dos grups: "Tradicions Sagrades" i "Tradicions Artístiques". Ambdues col·leccions inclouen textos, còdex, miniatures, gravats, dibuixos, llibres especials i algunes arts decoratives de les grans religions orientals i occidentals així com elements seculars.
La Biblioteca és una de les fonts d'estudi principals per als investigadors en l'Antic i Nou Testament. Té una de les més grans col·leccions d'objectes islàmics i de l'Orient Llunyà.
Ofereix nombroses exposicions temporals amb préstecs de col·leccions provinents d'institucions estrangeres. Entre les obres més valuoses es troba, per exemple, l'evangeli del profeta Mani un dels pocs exemples del maniqueisme.

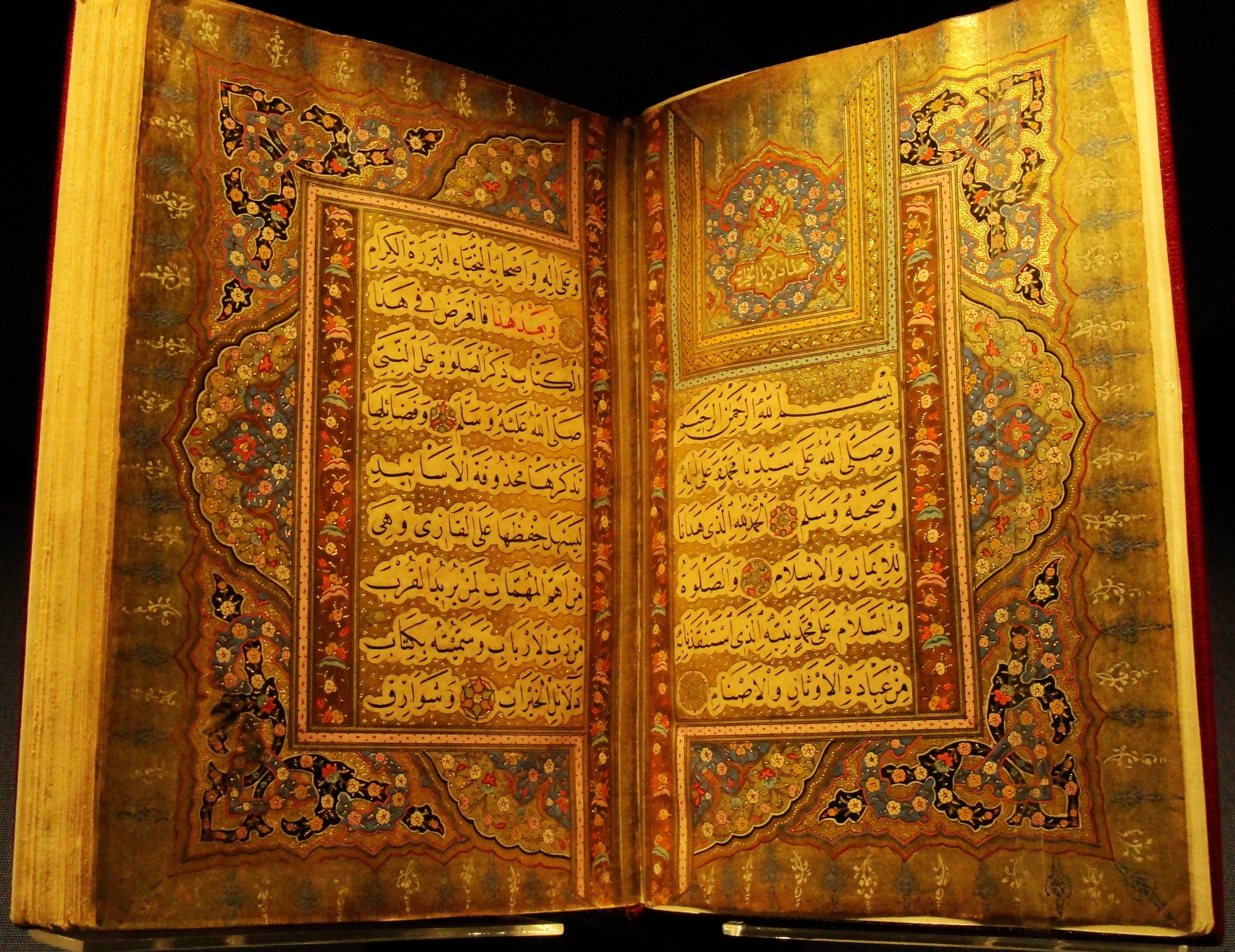
Dala'il al-Khayrat.
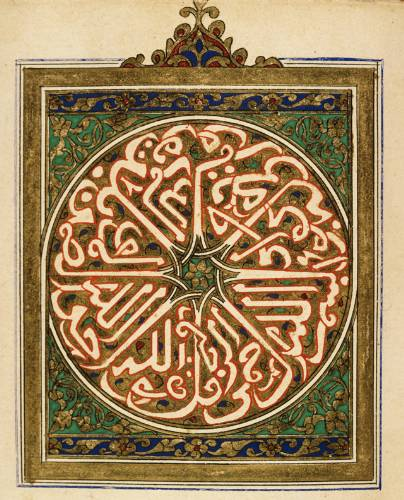
Surat Al-Ikhlas
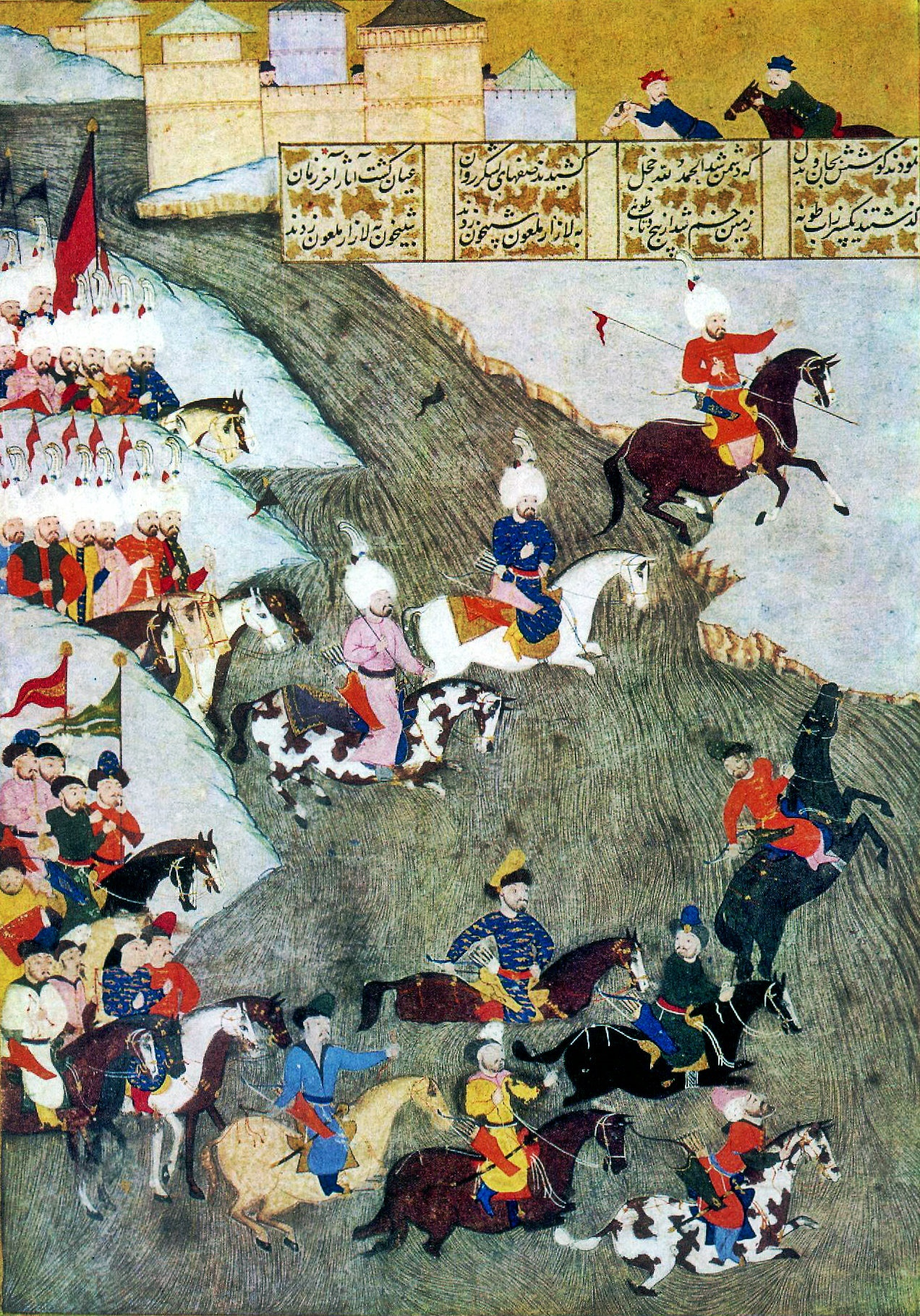
Szigetvár campaign
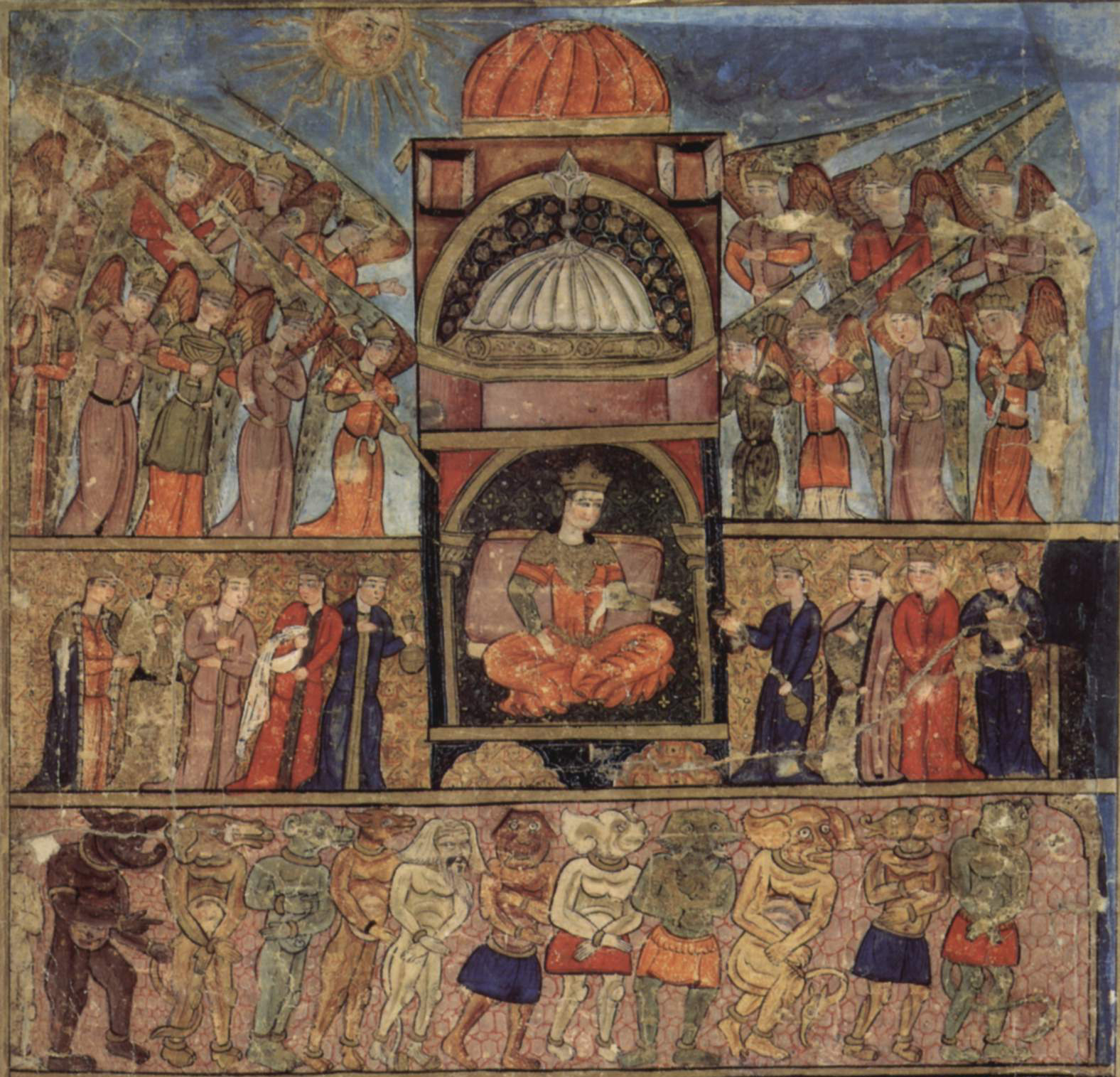
Mestre Osmanischer